# Manuel Apicella
Pour les articles homonymes, voir Apicella.
Manuel Apicella, né le 19 avril 1970 à Longjumeau (France), est un grand maître français du jeu d'échecs, et un champion de France.
Apicella a obtenu le titre de grand maître en 1995.
Il a été le champion de France en 1992 à Strasbourg. Il remporte le championnat par équipes à six reprises, en 1986, avec Caïssa, en 1989, 1992, 1996, 1997 et 1999 pour le club de Clichy. Il fait aussi partie de l'équipe victorieuse de la Coupe de France à cinq reprises, en 1992, 1996, 1998, 2001 et 2006. Il participe également au tournoi par équipe britannique avec le club de Hilsmark Kingfischer.
Avec l'équipe de France, il remporte la médaille de bronze des moins de 26 ans en 1993. Il participe au championnat d'Europe d'échecs des nations en 1989 et 1992. Il fait partie de l'équipe de France aux Olympiades d'échecs de 1994, 1996 et 2000.
Au 1er janvier 2011, il a un classement Elo de 2 531 points, ce qui en fait le 20e joueur français.